# Cantonul Auvillar
Cantonul Auvillar este un canton din arondismentul Castelsarrasin, departamentul Tarn-et-Garonne, regiunea Midi-Pyrénées, Franța.

## Comune
- Auvillar (reședință)
- Bardigues
- Donzac
- Dunes
- Le Pin
- Merles
- Saint-Cirice
- Saint-Loup
- Saint-Michel
- Sistels